# Kúty
Kúty (in ungherese Jókút, in tedesco Kutti) è un comune della Slovacchia facente parte del distretto di Senica, nella regione di Trnava.
Ha dato i natali a František Jehlička (1879 – 1939), politico, saggista e presbitero slovacco, una delle personalità più controverse del movimento nazionale slovacco.